# Klomipramina
Klomipramina – organiczny związek chemiczny z grupy dibenzoazepin, trójpierścieniowy lek przeciwdepresyjny, chlorowana pochodna imipraminy. Do lecznictwa wprowadzony w latach 60. XX wieku przez szwajcarski koncern Novartis.

## Mechanizm działania
Klomipramina hamuje wychwyt zwrotny serotoniny i noradrenaliny ze szczeliny synaptycznej (wychwyt serotoniny jest hamowany w znacznie większym stopniu), zaś jej główny metabolit, demetyloklomipramina, silniej hamuje wychwyt noradrenaliny. Klomipramina blokuje również receptory muskarynowe, histaminowe, dopaminergiczne, serotoninergiczne oraz receptory α.

## Farmakokinetyka
Biodostępność po podaniu doustnym wynosi ok. 50%. Maksymalne stężenie w osoczu występuje po około 2–6 godzinach (średnio 4,7 godziny) po podaniu doustnym. Wiąże się w około 97–98% z białkami osocza, głównie z albuminami. Klomipramina jest metabolizowana w wątrobie. Jej okres półtrwania wynosi ok. 32 godziny (zakres 19–37 h), a jej metabolit, N-demetyloklomipramina, ma okres półtrwania ok. 69 godzin (zakres 54–77 h).
Tak jak w przypadku innych antydepresantów trójpierścieniowych, za działanie przeciwhistaminowe klomipraminy i działania niepożądane, takie jak sedacja i senność jest odpowiedzialna blokada receptora H1. Z kolei antagonizm receptora α1-adrenergicznego może powodować hipotonię ortostatyczną i zawroty głowy. Hamowanie muskarynowych receptorów jest odpowiedzialne za antycholinergiczne skutki uboczne klomipraminy, takie jak suchość w ustach, zaparcia, zatrzymanie moczu, niewyraźne widzenie i zaburzenia funkcji poznawczych czy pamięci.

## Wskazania
- Zaburzenia depresyjne o różnym podłożu (np. depresja endogenna, depresja nerwicowa etc.)
- Dysmorfofobia[5]
- Katapleksja powiązana z narkolepsją
- Depersonalizacja
- Zaburzenia obsesyjno-kompulsyjne
- Fobie
- Zespół lęku napadowego[6]
- Przewlekłe stany bólowe[7]
- Przedwczesny wytrysk
- Moczenie nocne u dzieci (powyżej 5 lat)

Metaanaliza przeprowadzona w 1989 r. wykazała, że spośród fluoksetyny, fluwoksaminy, klomipraminy i sertraliny, klomipramina jest najskuteczniejszą w leczeniu zaburzeń obsesyjno-kompulsywnych.

## Przeciwwskazania
- uczulenie na lek
- stosowanie inhibitorów MAO
- niedawno przebyty zawał serca

Należy zachować szczególną ostrożność w przypadku:
- padaczki,
- schizofrenii
- jaskry
- nadczynności tarczycy
- chorób wątroby i nerek
- alkoholizmu

## Działania niepożądane
- senność
- nadmierne pocenie
- ból głowy
- zaparcia
- suchość błon śluzowych
- niepokój
- nudności
- kołatanie serca
- zaburzenia akomodacji
- zaburzenia seksualne
- wysypka

Działania niepożądane stopniowo ustępują po upływie ok. 2 tygodni.

## Dawkowanie
Ustala lekarz, zazwyczaj: tabletki powlekane 10 mg, 25 mg 2–3 razy na dobę, lub jedna 75 mg o przedłużonym uwalnianiu raz na dobę. Lek jest dostępny w Polsce pod dwiema nazwami handlowymi: Anafranil oraz Hydiphen.